# چروون سترومینگ
چروون سترومینگ (به لهستانی:  Czerwony Strumień) یک روستا در لهستان است که در گمینا مینزلشه واقع شده‌است. چروون سترومینگ ۰ نفر جمعیت دارد.